# Mekhi Phifer
Mekhi Phifer, né le 29 décembre 1974 à Harlem, quartier de New York, aux États-Unis, est un acteur et réalisateur américain. 
Il est surtout connu pour son rôle du docteur Gregory Pratt (en) dans la série télévisée Urgences, du rappeur Future dans 8 Mile ou encore de l'agent de la CIA Rex Matheson dans la saison 4 de Torchwood.

## Biographie

### Jeunesse
Phifer est né dans le quartier de Harlem à New York. C'est le fils de Rhoda Phifer, un professeur de lycée.

### Carrière
En 1994, Mekhi Phifer obtient le premier rôle dans le film de Spike Lee, Clockers. Il obtient ensuite un rôle important dans le film Souviens-toi... l'été dernier 2 en 1998 aux côtés de Freddie Prinze Jr. et Jennifer Love Hewitt.  
En 2002, il fait son entrée dans la série américaine Urgences où il incarne le docteur Pratt. Il joue dans cette série jusqu'en 2008, date à laquelle son personnage meurt tragiquement lors d'une explosion dans une ambulance. Entre-temps, Phifer joue dans d'autres séries, comme FBI : Duo très spécial ou encore Lie to Me.  
En 2011, Mekhi Phifer incarne Rex Matheson, un agent de la CIA, dans la série britannique Torchwood aux côtés de John Barrowman et Eve Myles.

### Vie privée
Mekhi Phifer a un fils, Omikaye, qu'il a eu avec son ex-femme (également actrice) Malinda Williams. Son second fils, Mekhi Thira Phifer Jr., est né à Los Angeles en 2007. Le 30 mars 2013, Phifer se marie avec Reshelet Barnes, à Beverly Hills, Californie.

## Filmographie

### Comme acteur

#### Cinéma
- 1995 : Clockers de Spike Lee : Strike
- 1996 : Prof et Rebelle de Hart Bochner : Griff McReynolds
- 1997 : Soul Food de George Tillman Jr. : Lem
- 1998 : Urban Jungle de Tony Cinciripini : Johnny Miles
- 1998 : Souviens-toi... l'été dernier 2 de Danny Cannon : Tyrell Martin
- 2000 : Shaft de John Singleton : Trey Howard
- 2001 : Carmen: A Hip Hopera : Derek Hill
- 2001 : Othello 2003 de Tim Blake Nelson : Odin 'O' James
- 2002 : 8 Mile de Curtis Hanson : David « Future » Porter
- 2002 : Paid in Full : Mitch Porter
- 2002 : Impostor de Gary Fleder : Cale
- 2002 : Mon autre frère (The Other Brother) de Mandel Holland : Martin
- 2003 : Honey : Chaz
- 2003 : With all deliberate speed
- 2004 : L'Armée des morts : André
- 2005 : Slow Burn (en) de Wayne Beach : Issac Duparde
- 2006 : Puff, Puff, Pass de Mekhi Phifer : Big Daddy
- 2007 : This Christmas de Preston J. Whitmore : Gerald
- 2011 : Hold-Up de Rob Minkoff : Darrien
- 2014 : Divergente de Neil Burger : Max
- 2015 : Divergente 2 : L'Insurrection de Robert Schwentke : Max
- 2016 : Pandemic de John Suits : Gunner
- 2024 : The Silent Hour de Brad Anderson : Lynch

#### Télévision
- 1995 : Pilotes de choix : Lewis Johns
- 1999 : Dites-leur que je suis un homme (A Lesson Before Dying) : Jefferson
- 2001 : La Ballade de Ryan (téléfilm) : Gale Sayers
- 2002-2008 : Urgences (série) : Dr Gregory Pratt
- 2005 : Larry et son nombril (série) : Omar Jones
- 2009-2010 : Lie to Me (série) : l'agent fédéral Ben Reynolds[1]
- 2011 : Celui qui reste (téléfilm) : Jeremy Davis
- 2011 : Torchwood (série) : l'agent de la CIA Rex Matheson
- 2012 : Psych : Enquêteur malgré lui (série): Drake (1 épisode)
- 2012 : FBI : Duo très spécial (série) : l'agent fédéral Collins
- 2016 : Frequency (série) : Statch DeLeon
- 2016 : Racines (mini-série)
- 2019 : Chicago PD (saison 5 épisode 12)
- 2019 : Truth Be Told : Markus Killebrew
- 2020 : Love, Victor : Le père de Mia
- 2025 : New York, police judiciaire : Lyman Ross (saison 24, épisode 10)

#### Clip vidéo
- 1996 : Don't Let Go (Love) de En Vogue
- 1998 : The Boy Is Mine  de Brandy et Monica
- 1996 : Nobody de Keith Sweat et Athena Cage
- 2002 : Lose Yourself de Eminem
- 2003 : Many Men de 50 Cent
- 2004 : Just Lose It de Eminem.

### Comme réalisateur
- 2005 : Puff, Puff, Pass